# Seid Memić-Vajta
Seid Memić-Vajta is een Bosnische popzanger die begin jaren 80 in de heavymetalband Teška industrija speelde.
Hij vertegenwoordigde Joegoslavië op het Eurovisiesongfestival 1981 met het lied Leila en werd 15de.
In 1982, 1986, 1987 nam hij nog deel aan Jugovizija maar kon niet meer winnen.
1961: Ljiljana Petrović · 
1962: Lola Novaković · 
1963: Vice Vukov · 
1964: Sabahudin Kurt · 
1965: Vice Vukov · 
1966: Berta Ambrož · 
1967: Lado Leskovar · 
1968: Luciano Kapurso & Hamo Hajdarhodžić · 
1969: Ivan & 3M · 
1970: Eva Sršen · 
1971: Krunoslav Slabinac · 
1972: Tereza · 
1973: Zdravko Čolić · 
1974: Korni · 
1975: Pepel in Kri · 
1976: Ambasadori · 
1981: Seid Memić-Vajta · 
1982: Aska · 
1983: Danijel Popović · 
1984: Vlado & Izolda · 
1986: Doris Dragović · 
1987: Novi Fosili · 
1988: Srebrna Krila · 
1989: Riva · 
1990: Tajči · 
1991: Bebi Dol · 
1992: Extra Nena
- International Standard Name Identifier: 0000 0004 2142 3088
- MusicBrainz: f47edbda-d1e7-4cfe-88e6-d793b1c34a06
- Virtual International Authority File: 305581522